# アイゾール県
アイゾール県（アイゾールけん、英語: Aizawl district）は、インドのミゾラム州にある8つの県のうちのひとつ。北側はコロシップ県、西側はマーミット県、南側はサーチップ県、南西側はルングレー県、東側はチャンパイ県と境を接している。県の面積は、3,577平方キロメートル (1,381 sq mi)である。県都であるアイゾール市は、ミゾラム州の州都でもある。2011年の時点で、ミゾラム州の8県の中で最も人口が大きい県である。

## 名称の由来
県名は、県都であるアイゾールから採られている。ミゾ語では、「アイ (ai)」ないし「アイドゥ (aidu)」がウコンの一種を意味しており、「ザウル (zawl)」は平原ないし畑地を意味する。都市としてのアイゾールの名は、かつてこの地で「アイドゥ」が豊富に収穫されていたことを示唆するものと思われる。

## 下位区分
アイゾール県には、アイバウク (Aibawk)、ダルラウン (Darlawn)、プーレン (Phullen)、ティングスルトリアー (Thingsulthliah)、トラングヌアム (Tlangnuam) と5つの農村開発ブロック (Rural Development Block; RD Block) が設けられている。
アイゾール県には、州議会の選挙区が14区設けられている。すなわち、トゥイヴァウル (Tuivawl)、チャルフィル (Chalfilh)、タウィ (Tawi)、アイゾール北I (Aizawl North-I)、アイゾール北II (Aizawl North-II)、アイゾール北III (Aizawl North-III)、アイゾール東I (Aizawl East-I)、アイゾール東II (Aizawl East-II)、アイゾール西I (Aizawl West-I)、アイゾール西II (Aizawl West-II)、アイゾール西III (Aizawl West-III)、アイゾール南I (Aizawl South-I)、アイゾール南II (Aizawl South-II)、アイゾール南III (Aizawl South-III) である。

## 交通
レングプイ空港は、アイゾール市街から 32km ほどの場所にあり、コルカタとグワーハーティーへの便が毎日、インパールへの便は週に3回飛んでいる。

## 人口
| アイゾール県の宗教 | アイゾール県の宗教 | アイゾール県の宗教 | アイゾール県の宗教 | アイゾール県の宗教 |
| ------------------ | ------------------ | ------------------ | ------------------ | ------------------ |
| 宗教               |                    |                    | パーセント         |                    |
| キリスト教         | キリスト教         |                    | 94.71%             | 94.71%             |
| ヒンドゥー教       | ヒンドゥー教       |                    | 3.31%              | 3.31%              |
| イスラム教         | イスラム教         |                    | 1.31%              | 1.31%              |
| 仏教               | 仏教               |                    | 0.39%              | 0.39%              |
| その他の宗教       | その他の宗教       |                    | 0.13%              | 0.13%              |
| 無回答             | 無回答             |                    | 0.10%              | 0.10%              |
| シク教             | シク教             |                    | 0.03%              | 0.03%              |
| ジャイナ教         | ジャイナ教         |                    | 0.02%              | 0.02%              |

2011年の国勢調査によると、アイゾール県の人口は、400,309人で、概ねブルネイと同じである。インド国内の640県の中では、557番目の人口規模である。人口密度は、113人毎平方キロメートル (290/sq mi)である。2001年から2011年にかけての人口増加率は、22.92% である。アイゾール県における性比は、男性1000人に対し、女性が1009人となっており、識字率は 97.89%.である。

## 言語
アイゾール県で話されているミゾ諸語（クキ・チン諸語の一部）には以下の諸語が含まれる。
- en:Paite language
- ラルテー語（英語版）
- en:Biate language
- ボーン語（英語版）
- en:Hakha Chin language
- フマール語（英語版）
- en:Pangkhu language
- en:Falam Chin language
- ティディム・チン語（英語版）
- en:Thado language
- en:Zou language
- en:Simte language
- en:Aimol language
- en:Hrangkhol language
- ミゾ語

人口の大部分はミゾラム州の公用語であるミゾ語を話すが、この言語は「Lusei/Lushai」あるいは「Duhlian」とも称される。